# ريجيليو فريدي
ريجيليو فريدي (بالهولندية: Regilio Vrede)‏ هو لاعب كرة قدم هولندي في مركز الدفاع، ولد في 18 يناير 1973 في باراماريبو في سورينام. لعب مع آر كي سي فالفيك وأمستردام الأزرق والأبيض وتوب أوس ورودا كيركراده ونادي إيراكليس ونادي غرونينغن.